# Frederick Converse
Frederick Shepherd Converse (Newton, Massachusetts, 5 de gener, 1871 - Westwood, Massachusetts, 8 de juny, 1940), va ser un compositor nord-americà de música clàssica, les obres del qual inclouen quatre òperes i cinc simfonies.

## Vida i carrera
Converse era fill d'Edmund Winchester i Charlotte Augusta (Shepherd) Converse. El seu pare era un comerciant d'èxit i president de "National Tube Works" i "Conanicut Mills". L'educació superior de Frederick Converse va ser a la Universitat Harvard, on va passar sota la influència del compositor John K. Paine. Converse ja havia rebut instrucció sobre tocar el piano, i l'estudi de la teoria musical va ser una part molt important del seu curs universitari. Quan es va graduar el 1893, es va interpretar la seva sonata per a violí (op. 1) i li va guanyar els màxims honors en música.
Després de sis mesos de vida empresarial, per a la qual el seu pare l'havia destinat, va tornar als estudis de composició, sent Carl Baermann el seu professor de piano, i George W. Chadwick en composició. Després va passar dos anys a la Royal Academy of Music de Munic, on va estudiar amb Joseph Rheinberger, completant el curs el 1898. La seva Simfonia en re menor va tenir la seva primera actuació amb motiu de la seva graduació.
Entre 1899 i 1902, Converse va ensenyar harmonia al Conservatori de Música de Nova Anglaterra a Boston. Després es va incorporar a la facultat de la Universitat Harvard com a instructor de música, i va ser nomenat professor ajudant el 1905. Dos anys més tard va dimitir, i després es va dedicar exclusivament a la composició.
Entre els estudiants notables de Converse hi havia Alan Hovhaness, Florence Price (1888–1953) i Hisato Ohzawa (1907-1953). Va morir a Westwood, Massachusetts.

## Família
Es va casar el 6 de juny de 1894 amb Emma Tudor, filla de Frederic Tudor de Brookline, Massachusetts. Van tenir set fills, incloses cinc filles. La seva filla Louise es va casar amb Junius Spencer Morgan III. La seva filla Virginia es va casar amb Paul Codman Cabot.

## Composicions
Tot i que estava fermament compromès amb la composició en l'idioma romàntic tardà dels seus contemporanis europeus, les seves obres sovint tractaven temes americans. L'exuberant puntuació orquestral de la seva música de programa s'ha comparat amb l'estil primerenc de Richard Strauss. El 1910, l'òpera de Converse The Pipe of Desire es va convertir en la primera obra nord-americana que es va representar a la Metropolitan Opera de Nova York. Avui, Converse és més conegut pel seu poema simfònic The Mystic Trumpeter (1904), basat en el poema homònim de la icònica antologia de Walt Whitman, Leaves of Grass.
Per la llista de les seves moltes composicions, aneu al seu arxiu de la Viquipèdia anglesa.